# Liste der Bischöfe von Sant’Agata de’ Goti
Die folgenden Personen waren Bischöfe von Sant’Agata de’ Goti (Italien):
- Madelfrido (970–975)
- Adelardo (975–999)
- Bernardo (1075–1101)
- Adalardo (1102–1107)
- Enrico (1108–1143)
- Giovanni I. (1143–1151)
- Andrea (1152)
- Giovanni II. (1153–1161)
- Urso (1178–1181)
- Giovanni III. (1191)
- Bartolomeo (1231)
- Giovanni IV. (1234–1239)
- Pietro (1253–1255)
- Nicola da Morrone (1266–1274)
- Eustachio (1282–1294)
- Giovanni V. (1294–?) (auch Erzbischof von Benevent)
- Guido da S. Michele (1295–)
- Robert Ferrario (1318–?)
- Pandolfo (1327–1342)
- Giacomo Martono (1344–1350)
- Nicola di S. Ambrogio (1351–1385)
- Nicola III. (1386–?) (auch Bischof von Vannes)
- Pietro Di Saba (1387)
- Antonio da Sarno (1391–1394)
- Giacomo Papa (1394–1399)
- Pietro della Gatta (1400–1423) (auch Bischof von Brindisi)
- Raimondo de Ugotti (1423–1430)
- Giosuè Mormile (1431–1437)
- Antonio Bretone (1437–1442)
- Galeotto della Ratta (1442–1455)
- Amoratto da Capua (1455–1468)
- Pietro Matteo (1469–1472)
- Manno Morola (1472–1487)
- Pietropaolo Capobianco (1487–1505)
- Alfonso Carafa (1505–1512)
- Giovanni Luigi D’Aloisio (1512–1523)
- Giovanni Guevara (1523–1557)
- Giovanni Beroaldo (1557–1565)
- Felice Peretti di Montalto, OFMConv (1566–1571) (auch Bischof von Fermo), der spätere Papst Sixtus V.
- Vincenzo Cisone (1572–1583)
- Feliciano Ninguarda (1583–1588) (auch Bischof von Como)
- Evangelista Pelleo (1588–1595)
- Giulio Santuccio (1595–1607)
- Ettore Diotallevi (1608–1635) (auch Bischof von Fano)
- Giovanni Agostino Gandolfo (1635–1653)
- Domenico Campanella (1654–1663)
- Biagio Mazzella (1663)
- Giacomo Circi (1664–1699)
- Filippo Albini (1699–1722)
- Muzio Gaeta (1723–1735)
- Flaminio Danza (1735–1762)
- Alfonso Maria de Liguori (1762–1775); Gründer des Redemptoristen-Ordens
- Onofrio de Rossi (1775–1784)
- Paolo Pozzuoli (1792–1799)
- Orazio Magliola (1818–1829)
- Emanuele Bellorado (1829–1833)
- Taddeo Garzilli (1834–1848)
- Francesco Iavarone (1849–1854)
- Paolo Lettieri (1855–1869)
- Domenico Romaschiello (1871–1899)
- Ferdinando Cieri (1899–1910)
- Alessio Ascalesi C.PP.S. (1911–1915) (auch Erzbischof von Benevent)
- Giuseppe de Nardis (1916–1953)
- Costantino Caminada (1953–1960)
- Ilario Roatta (1960–1982)
- Felice Leonardo (1984–1986) (auch Bischof von Telese o Cerreto Sannita)

Fortsetzung unter Liste der Bischöfe von Telese o Cerreto Sannita